# 6500 Kodaira
A 6500 Kodaira (ideiglenes jelöléssel 1993 ET) egy marsközeli kisbolygó. Endate, K. és Vatanabe Kazuró fedezte fel 1993. március 15-én.